# Miss Universo 2020
Miss Universo 2020 è stata la 69ª edizione del concorso di bellezza internazionale Miss Universo.

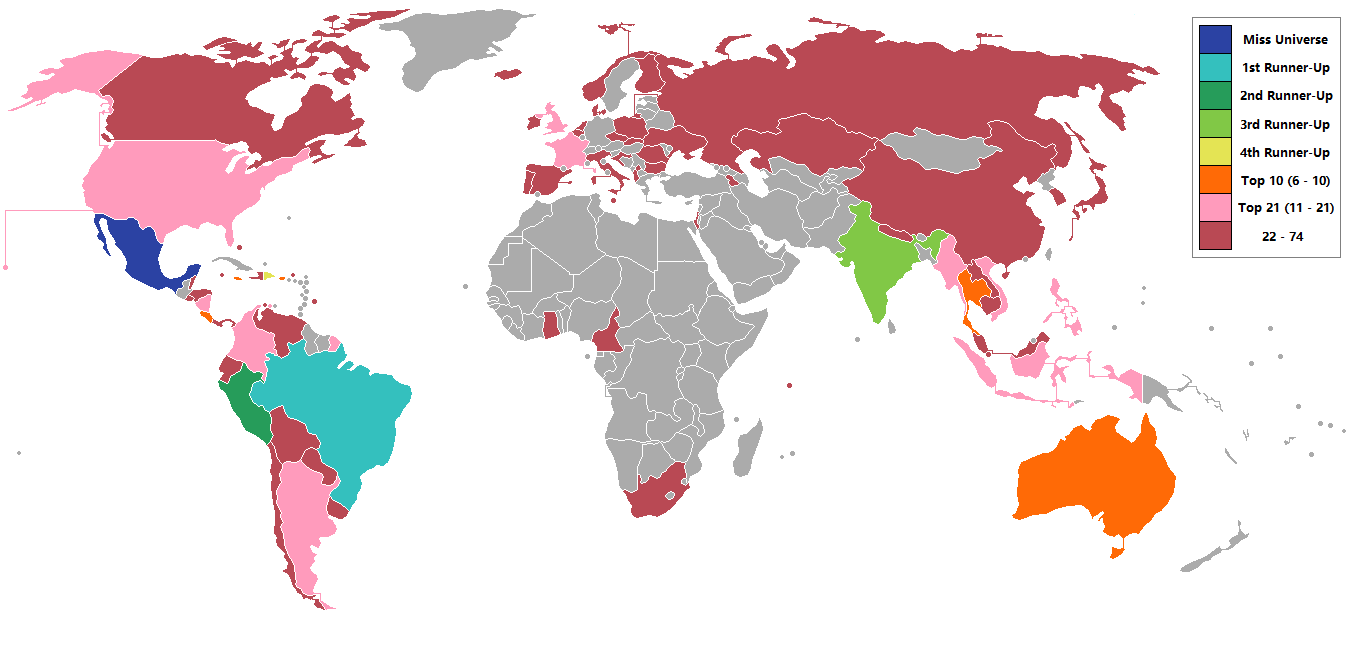
I piazzamenti finali di Miss Universo 2018:
Miss Universo 2018
2ª classificata
3ª classificata
Top 5
Top 10
Top 21
22ª-74ª classificata

     Miss Universo 2018
     2ª classificata
     3ª classificata
     Top 5
     Top 10
     Top 21
     22ª-74ª classificata

## Formula
Senza suddivisioni geografiche, le Miss semifinaliste sono state selezionate per gruppi di sette, tre per l'esattezza, così da formare la TOP 21. Mai nella storia del concorso si era arrivati ad un numero così alto di piazzamenti.
Tutte le 21 Miss prescelte hanno in seguito sfilato nella swimsuit competition (competizione in costume da bagno). Solo 10 concorrenti, invece, dopo la scrematura della TOP 10, hanno invece sfilato indossando il loro evening gown (vestito da sera).
Nelle fasi successive del concorso, come nelle edizioni precedenti, seguendo la tradizione, solo le Miss accedute alla TOP 5 hanno potuto rispondere alle domande della giuria ed in seguito partecipare al final look.

## Concorrenti
Settantaquattro concorrenti competono per il titolo di Miss Universo 2020.

## Risultati
| Risultato finale   | Concorrenti |
| ------------------ | --- |
| Miss Universo 2020 | - Messico – Andrea Meza |
| 2ª classificata    | - Brasile – Julia Gama |
| 3ª classificata    | - Perù – Janick Maceta |
| 4ª classificata    | - India – Adline Castelino |
| 5ª classificata    | - Rep. Dominicana – Kimberly Jiménez |
| Top 10             | - Australia – Maria Thattil - Costa Rica – Ivonne Cerdas - Giamaica – Miqueal-Symone Williams - Porto Rico – Estefanía Soto - Thailandia – Amanda Obdam |
| Top 21             | - Argentina – Alina Akselrad - Birmania – Thuzar Wint Lwin - Colombia – Laura Olascuaga - Curaçao – Chantal Wiertz - Filippine – Rabiya Mateo - Francia – Amandine Petit - Indonesia – Ayu Maulida - Nicaragua – Ana Marcelo - Regno Unito – Jeanette Akua - Stati Uniti – Asya Branch - Vietnam – Nguyễn Trần Khánh Vân § |

§ – Scelta attraverso un televoto online dai fan

### Special awards
| Special award                      | Contestant                           |
| ---------------------------------- | ------------------------------------ |
| Miglior costume nazionale          | - Birmania – Thuzar Wint Lwin        |
| Premio per l'impatto sociale       | - Bolivia – Lenka Nemer              |
| Premio per lo spirito carnevalesco | - Rep. Dominicana – Kimberly Jiménez |

## Concorrenti
| Nazione/Territorio        | Concorrente                                | Età | Città               |
| ------------------------- | ------------------------------------------ | --- | ------------------- |
| Albania                   | Paula Mehmetukaj                           | 23  | Tirana              |
| Argentina                 | Alina Luz Akselrad Toraño                  | 22  | Córdoba             |
| Armenia                   | Monika Grigoryan                           | 21  | Erevan              |
| Aruba                     | Helen Hernandez                            | 20  | Oranjestad          |
| Australia                 | Maria Thattil                              | 27  | Melbourne           |
| Bahamas                   | Shauntae-Ashleigh Miller                   | 27  | Long Island         |
| Barbados                  | Hillary Ann Williams                       | 24  | Christ Church       |
| Belgio                    | Dhenia Covens                              | 27  | Anversa             |
| Belize                    | Iris Carmen Salguero                       | 24  | San Pedro           |
| Birmania                  | Thuzar Wint Lwin                           | 22  | Hakha               |
| Bolivia                   | Lenka Marie Nemer D’rpić                   | 23  | La Paz              |
| Brasile                   | Julia Weisshamer Werlang Gama              | 27  | Porto Alegre        |
| Bulgaria                  | Radinela Chusheva                          | 24  | Sofia               |
| Cambogia                  | Sarita Reth                                | 25  | Phnom Penh          |
| Camerun                   | Angèle Kossinda Bourmassou                 | 27  | Douala              |
| Canada                    | Nyawal Bukjok «Nova Stevens»               | 27  | Vancouver           |
| Cile                      | Daniela Elsa Nicolás Gómez                 | 28  | Copiapó             |
| Cina                      | Jiaxin Sun                                 | 21  | Pechino             |
| Colombia                  | Laura Victoria Olascuaga Pinto             | 21  | Cartagena           |
| Corea del Sud             | Park Ha Ri                                 | 24  | Incheon             |
| Costa Rica                | Ivonne Cerdas Cascante                     | 28  | San José            |
| Croazia                   | Mirna Naiia Marić                          | 22  | Zara                |
| Curaçao                   | Chantal Wiertz                             | 21  | Willemstad          |
| Danimarca                 | Amanda Petri                               | 23  | Copenaghen          |
| Ecuador                   | Leyla Shuken Espinoza Calvache             | 24  | Quevedo             |
| El Salvador               | Vanessa Velásquez                          | 24  | San Salvador        |
| Filippine                 | Rabiya Occeña Sundall Mateo                | 24  | Iloilo City         |
| Finlandia                 | Viivi Altonen                              | 24  | Tampere             |
| Francia                   | Amandine Petit                             | 23  | Caen                |
| Giamaica                  | Miqueal-Symone Williams                    | 24  | Mona                |
| Giappone                  | Aisha Harumi Tochigi                       | 24  | Chiba               |
| Ghana                     | Chelsea Tayui                              | 25  | Keta                |
| Gran Bretagna             | Jeanette Akua Yeboah-Mensah                | 27  | Londra              |
| Haiti                     | Eden Berandoive                            | 24  | Aquin               |
| Honduras                  | Cecilia María Rossell Guerra               | 25  | Copán Ruinas        |
| India                     | Adline Mewis Quadros Castelino             | 22  | Udupi               |
| Indonesia                 | Raden Roro Ayu Maulida Putri               | 23  | Surabaya            |
| Irlanda                   | Nadia Caín Sayers                          | 26  | Belfast             |
| Islanda                   | Elísabet Hulda Snorradóttir                | 22  | Reykjavík           |
| Isole Cayman              | Mariah Tibbetts                            | 26  | Bodden Town         |
| Isole Vergini Britanniche | Shabree Lanesha Frett                      | 24  | Tortola             |
| Israele                   | Tehila Levi                                | 18  | Yavne               |
| Italia                    | Viviana Vizzini                            | 27  | Caltanissetta       |
| Kazakistan                | Kamilla Serikbay                           | 18  | Kyzylorda           |
| Kosovo                    | Blerta Veseli                              | 23  | Gjilan              |
| Laos                      | Christina Lasasimma                        | 28  | Vientiane           |
| Malaysia                  | Francisca Luhong James                     | 25  | Kuching             |
| Malta                     | Anthea Zammit                              | 26  | Żebbuġ              |
| Mauritius                 | Vandana Jeetah                             | 28  | Flacq               |
| Messico                   | Alma Andrea Meza Carmona                   | 26  | Chihuahua           |
| Nepal                     | Anshika Sharma                             | 23  | Katmandu            |
| Nicaragua                 | Ana Janssy Marcelo Molina                  | 24  | Estelí              |
| Norvegia                  | Sunniva Høiåsen Frigstad                   | 20  | Vennesla            |
| Paesi Bassi               | Denise Speelman                            | 23  | Groninga            |
| Panama                    | Carmen Isabel Jaramillo Velarde            | 25  | La Chorrera         |
| Paraguay                  | Vanessa Castro Guillén                     | 27  | Asunción            |
| Perù                      | Janick Maceta del Castillo                 | 27  | Lima                |
| Polonia                   | Natalia Piguła                             | 26  | Łódź                |
| Porto Rico                | Estefanía Natalia Soto Torres              | 27  | San Sebastian       |
| Portogallo                | Cristiana Silva Alves                      | 19  | Porto               |
| Rep. Ceca                 | Klára Vavrušková                           | 21  | Kostelec nad Orlicí |
| Rep. Dominicana           | Kímberly Marie Jiménez Rodríguez           | 23  | La Romana           |
| Romania                   | Bianca Tirsin                              | 22  | Arad                |
| Russia                    | Alina Yegorovna Sanko                      | 22  | Azov                |
| Singapore                 | Bernadette Belle Wu-Ong                    | 26  | Toa Payoh           |
| Slovacchia                | Natália Hoštáková                          | 25  | Bratislava          |
| Spagna                    | Andrea Martínez Fernández                  | 27  | León                |
| Stati Uniti               | Asya Danielle Branch                       | 22  | Booneville          |
| Sudafrica                 | Natasha Joubert                            | 23  | Centurion           |
| Thailandia                | Amanda Obdam                               | 27  | Phuket              |
| Ucraina                   | Elizaveta "Liza" Yastremskaya              | 27  | Kiev                |
| Uruguay                   | Tania "Lola" Magdalena de los Santos Biccò | 23  | Paysandú            |
| Venezuela                 | Mariángel Villasmil Arteaga                | 24  | Ciudad Ojeda        |
| Vietnam                   | Nguyễn Trần Khánh Vân                      | 25  | Ho Chi Minh         |

## Informazioni sui paesi in Miss Universo 2020

### Debutti
- Camerun

### Ritorni
Ultima partecipazione nel 2018:
- Ghana
- Russia